# Sollefteå domsagas tingslag
Sollefteå domsagas tingslag var ett tingslag i Västernorrlands län. Tingsplats var Sollefteå och Ramsele.
Tingslaget bildades år 1970 genom sammanläggning av Ångermanlands västra domsagas tingslag och Ångermanlands mellersta domsagas tingslag. Tingslaget upplöstes redan nästa år, 1971, och ombildades i och med tingsrättsreformen till Sollefteå domsaga. 
Tingslaget ingick som enda tingslag i Sollefteå domsaga även den bildad 1970.

## Ingående kommuner
Tingslaget bestod av följande kommuner:
- Boteå landskommun
- Fjällsjö landskommun
- Helgums landskommun
- Junsele landskommun
- Långsele landskommun
- Ramsele landskommun
- Resele landskommun
- Sollefteå stad
- Ytterlännäs landskommun
- Ådals-Lidens landskommun

## Häradshövding
- Gunnar Seldén